# Hendrik II van Bar
Hendrik II van Bar (circa 1190 - 13 november 1239) was van 1214 tot aan zijn dood graaf van Bar.

## Levensloop
Hendrik II was de zoon van graaf Theobald I van Bar en diens echtgenote Ermesinde van Bar-sur-Seine. In 1214 volgde hij zijn overleden vader op als graaf van Bar.
In 1239 nam Hendrik II deel aan de Baronnenkruistocht, waarbij enkele honderden edelen onder leiding van koning Theobald I van Navarra de Ajjoebidenmoslims in Gaza gingen bevechten. Tijdens deze kruistocht sneuvelde Hendrik II op 13 november 1239 tijdens een veldslag tegen de Ajjoebiden.

## Huwelijk en nakomelingen
In 1219 huwde Hendrik II met Filippa van Dreux (1192-1242), dochter van graaf Robrecht II van Dreux. Ze kregen volgende kinderen:
- Margaretha (1220-1275), huwde in 1240 met graaf Hendrik V van Luxemburg
- Theobald II (1221-1291), graaf van Bar
- Hendrik (overleden in 1249)
- Johanna (1225-1299), huwde met Frederik van Blamont en daarna in 1258 met graaf Lodewijk V van Chiny
- Reinoud (overleden in 1271)
- Erard (overleden in 1335)
- Isabella (overleden in 1320)

## Voorouders
| Voorouders van Hendrik II van Bar (1190-1239) | Voorouders van Hendrik II van Bar (1190-1239)                    | Voorouders van Hendrik II van Bar (1190-1239)                    | Voorouders van Hendrik II van Bar (1190-1239)                                   | Voorouders van Hendrik II van Bar (1190-1239)                                   | Voorouders van Hendrik II van Bar (1190-1239)                | Voorouders van Hendrik II van Bar (1190-1239)                | Voorouders van Hendrik II van Bar (1190-1239)                | Voorouders van Hendrik II van Bar (1190-1239)                |
| --------------------------------------------- | ---------------------------------------------------------------- | ---------------------------------------------------------------- | ------------------------------------------------------------------------------- | ------------------------------------------------------------------------------- | ------------------------------------------------------------ | ------------------------------------------------------------ | ------------------------------------------------------------ | ------------------------------------------------------------ |
| Overgrootouders                               | Reinoud I van Bar (1076-1149) ∞ Gizela van Vaudémont (1090-1141) | Reinoud I van Bar (1076-1149) ∞ Gizela van Vaudémont (1090-1141) | Theobald IV van Blois (1190-1152) ∞ Mathilde van Sponheim-Karinthië (1205-1241) | Theobald IV van Blois (1190-1152) ∞ Mathilde van Sponheim-Karinthië (1205-1241) | Arnold II van Loon (1085-1139) ∞ Aleida van Diest (-)        | Arnold II van Loon (1085-1139) ∞ Aleida van Diest (-)        | Folmar V van Metz (-) ∞ Mathilde van Longwy (-)              | Folmar V van Metz (-) ∞ Mathilde van Longwy (-)              |
| Grootouders                                   | Reinoud II van Bar (-1170) ∞ Agnes van Champagne (-1207)         | Reinoud II van Bar (-1170) ∞ Agnes van Champagne (-1207)         | Reinoud II van Bar (-1170) ∞ Agnes van Champagne (-1207)                        | Reinoud II van Bar (-1170) ∞ Agnes van Champagne (-1207)                        | Lodewijk I van Loon (1107-1171) ∞ Agnes van Metz (1114-1180) | Lodewijk I van Loon (1107-1171) ∞ Agnes van Metz (1114-1180) | Lodewijk I van Loon (1107-1171) ∞ Agnes van Metz (1114-1180) | Lodewijk I van Loon (1107-1171) ∞ Agnes van Metz (1114-1180) |
| Ouders                                        | Theobald I van Bar (1158-1214) ∞ Ermesinde van Bar-sur-Seine     | Theobald I van Bar (1158-1214) ∞ Ermesinde van Bar-sur-Seine     | Theobald I van Bar (1158-1214) ∞ Ermesinde van Bar-sur-Seine                    | Theobald I van Bar (1158-1214) ∞ Ermesinde van Bar-sur-Seine                    | Theobald I van Bar (1158-1214) ∞ Ermesinde van Bar-sur-Seine | Theobald I van Bar (1158-1214) ∞ Ermesinde van Bar-sur-Seine | Theobald I van Bar (1158-1214) ∞ Ermesinde van Bar-sur-Seine | Theobald I van Bar (1158-1214) ∞ Ermesinde van Bar-sur-Seine |